# Rifredi
Rifredi è un quartiere di Firenze, nella zona Nord-Ovest.

## Territorio
Comunemente per Rifredi si intende il Quartiere 5 della città di Firenze. In realtà nei confini amministrativi del quartiere 5, il più esteso della città, rientrano, oltre a Rifredi, molte altre zone: Quaracchi, Brozzi, Le Piagge, La Sala, Ponte di Mezzo, Novoli, Gondilagi, Romito, Statuto, Montughi, il Poggetto, Careggi, Castello, Quarto, Ruffignano, Lippi, Tre Pietre, il Sodo, le Panche, Terzolle, Peretola. La zona vera e propria di Rifredi è solo una parte del quartiere, ma la sua importanza ha fatto sì che i toponimi che permangono nell'uso corrente sono quasi esclusivamente Rifredi, Novoli, Careggi e Castello.

## Storia
La storia di Rifredi è molto antica, più di quanto si potrebbe pensare osservando la sua posizione; Rifredi si trova infatti abbastanza fuori dal centro storico, in direzione Nord-Ovest. Il rione di Rifredi è legato sin dal suo passato alla Chiesa di Santo Stefano in Pane dove, dal 1912 al 1955, fu parroco don Giulio Facibeni che, alla sua morte, fu sepolto nel cimitero di Rifredi.

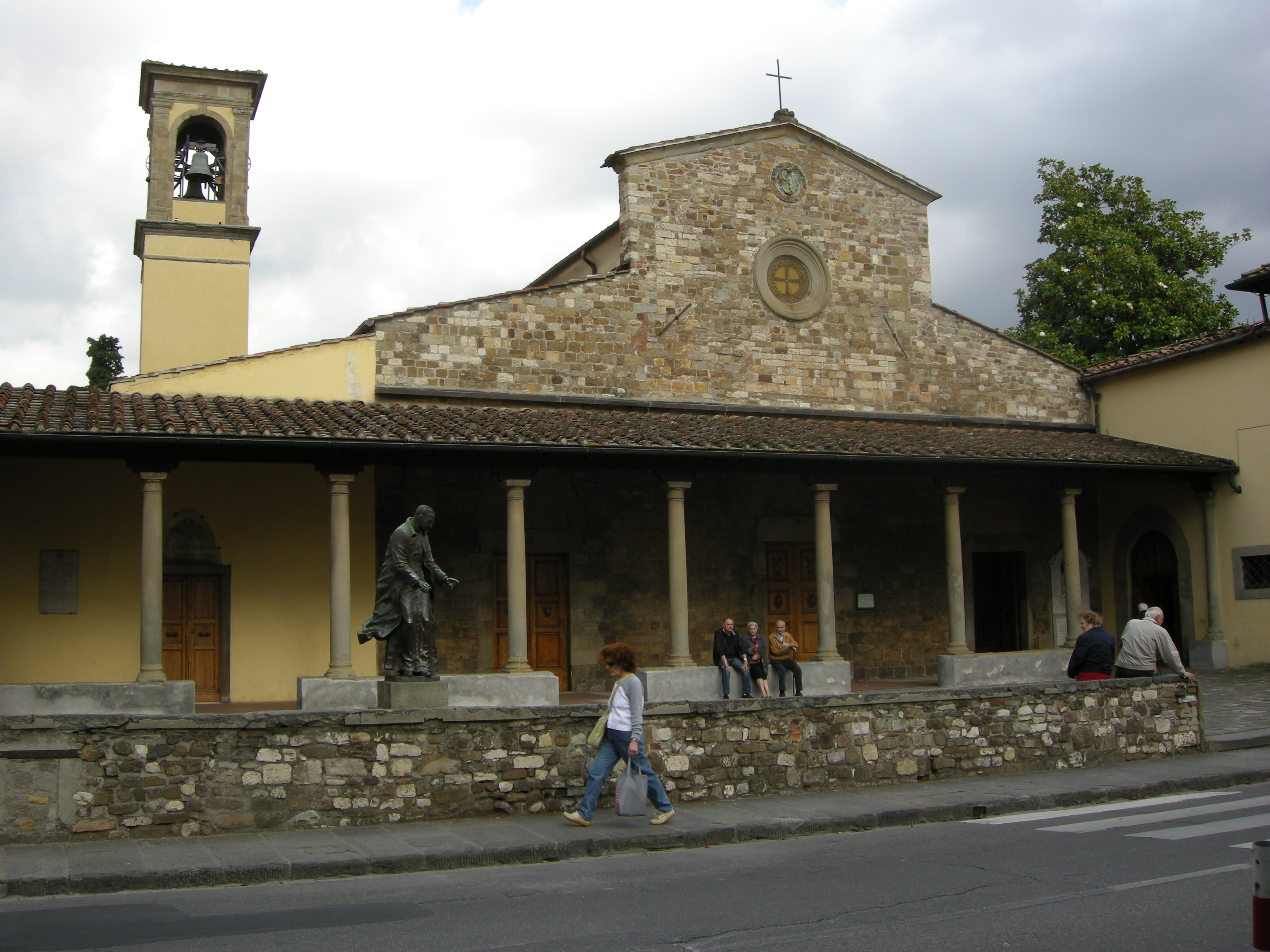
Santo Stefano in Pane

La Pieve venne edificata nei secoli XI-XII subito fuori città, al centro di un vasto territorio tra la collina di Serpiolle e Careggi e la piana del Lippi, che sarebbe diventato appunto Rifredi. La zona divenne immagine di una comunità rurale sparsa lungo la piana del Terzolle; questo fiume, affluente dell'Arno, nelle stagioni delle piogge si gonfiava a dismisura, provocando disastrose piene, raccontate nelle cronache dei secoli, che distruggevano le terre circostanti che a fatica i contadini avevano trasformato in fertili campi. La chiesa divenne parte di quella organizzazione plebana sviluppatasi lungo quella via consolare che attraverso la pianura fiorentina (S. Martino a Sesto, S. Donato a Calenzano ecc.) risaliva la Val di Marina verso Bologna. Ma il luogo, fin dall'inizio, era destinato a divenire un importante crocevia; non a caso il torrente Terzolle deve il suo nome a "Tertium Lapidem": così infatti veniva detta la pietra che segnava il terzo miglio dalla via Cassia Nuova, che all'altezza del Ponte di Rifredi s'inseriva nella via Cassia Vetus e proseguiva fino a Quarto, Quinto, Sesto e Settimello: tutti nomi derivati dalle pietre miliari che indicavano la distanza di quel punto dal centro di Firenze.

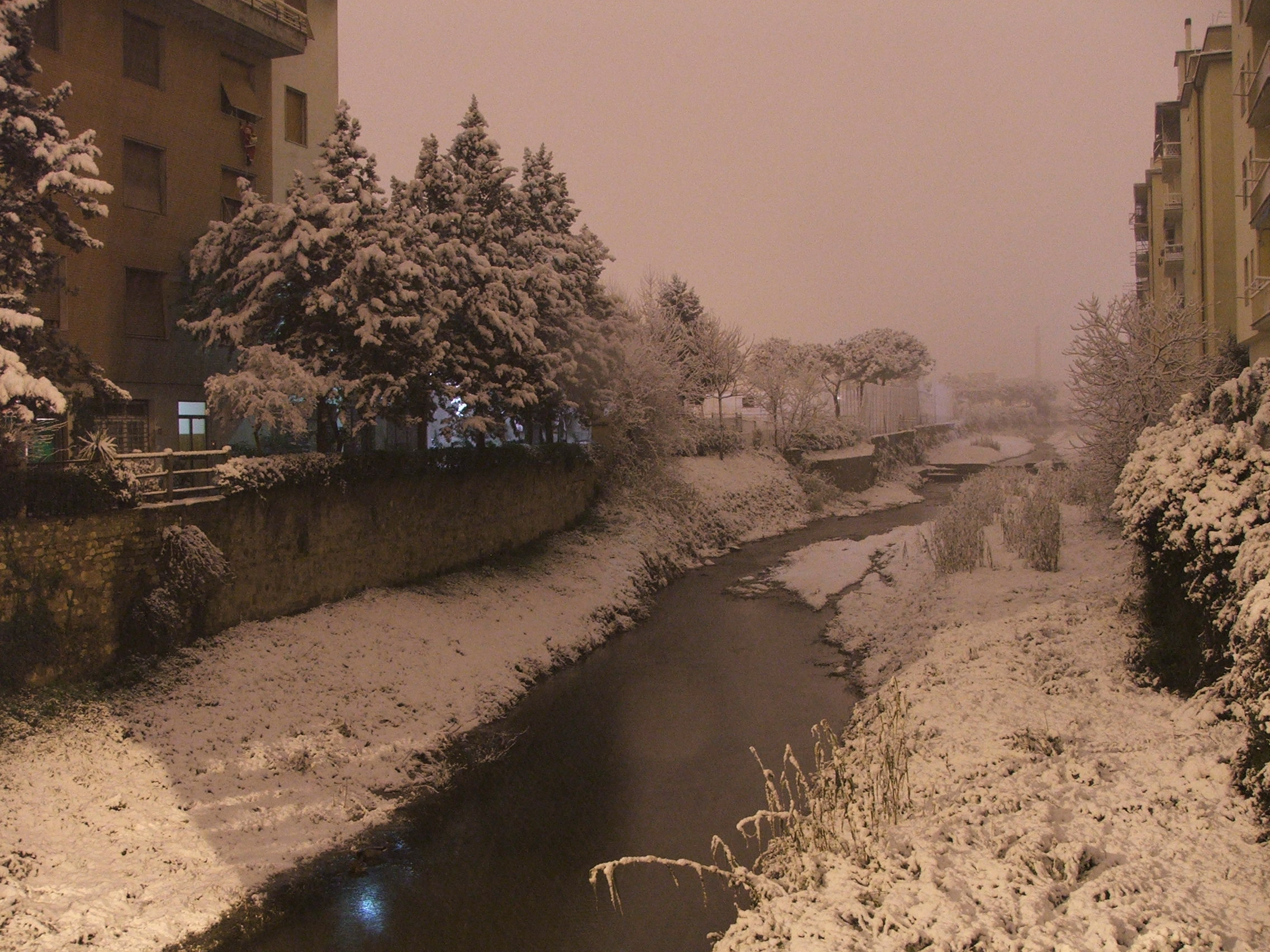
Il Terzolle a Rifredi

Tra l'altro questa etimologia denuncia un'origine romana, origine confermata dal fatto che sulla riva destra del Terzolle sorgeva un insediamento romano con annessa necropoli, i cui resti sono venuti alla luce nell'Ottocento, che si estendeva dal ponte fino alla Pieve dedicata al protomartire Stefano. Si trattava di una delle tante stazioni, erette lungo le principali strade, dotate di quanto occorreva ai soldati e ai viaggiatori per far rifornimento e quindi ripartire verso le rispettive destinazioni: cambio di cavalli, un fabbro, una locanda.
Proprio sul Ponte di Rifredi era stata eretta un'osteria rimasta in funzione fino agli anni cinquanta col nome di "Osteria di Gianesse", che perfino Lorenzo il Magnifico ricorda nella sua opera "Il Simposio"; a testimonianza di questi fatti è stata posta una memoria in via Reginaldo Giuliani, nelle adiacenze di Piazza Dalmazia. Lo stesso Lorenzo de' Medici aveva già avuto modo di parlare di Rifredi nel suo "Il Malmantile".

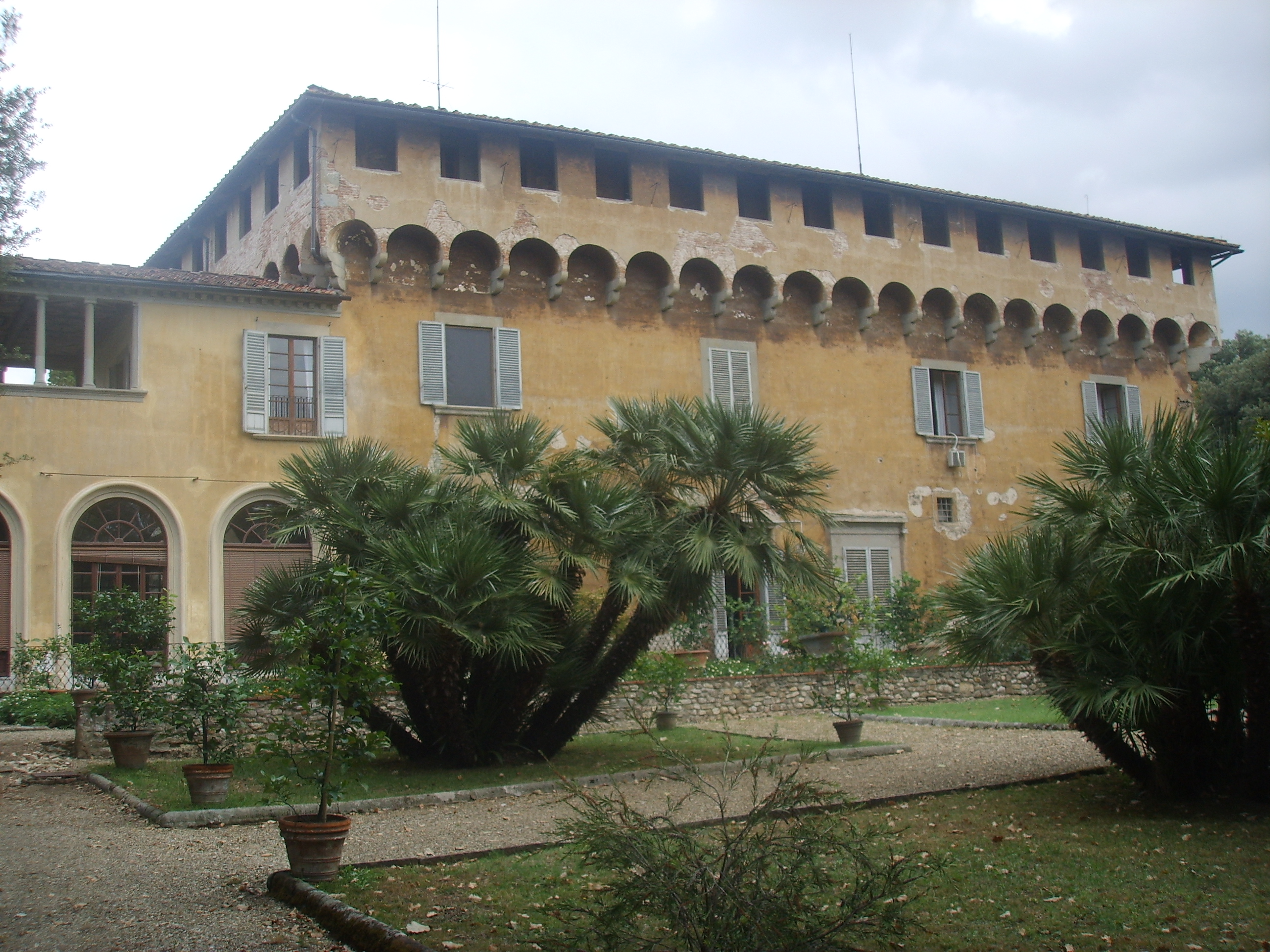
La villa medicea di Careggi

Da quel ponte eretto sul Terzolle, in origine detto Rifredi, prese il nome l'omonimo rione.
Gli etimologisti non sono però riusciti a dare una spiegazione univoca: per alcuni deriverebbe da "Riofreddo" (nome che appare in una "Carta del prezioso Archivio di San Lorenzo" del 1201), altri, più semplicemente, ricercano l'origine nel fatto che il corso d'acqua aveva temperature molto basse, per cui venne detto "Rivus Frigidus" e poi, per assonanza, Rifredi.
La chiesa era chiamata anche con i nomi di "Santo Stefano a Rifredi" o "Santo Stefano alle Panche", dal nome del piccolo borgo omonimo (la strada si chiama via delle panche). Si ritiene che "Le Panche" fosse la denominazione derivante dalle opere di difesa realizzate per proteggere le terre circostanti dalle piene del Terzolle e sistemate lungo gli argini, che si chiamavano appunto panche, panchine o pancali. Col passare del tempo la chiesa prese ufficialmente il nome odierno.
Trascorrono i secoli e aumentano sia i rifredini sia i confini della zona. Molte importanti famiglie fiorentine la scelgono per costruirvi le loro ville: Medici, Strozzi, Cellini, Vespucci, Brunelleschi, Steccuti, Del Bene e Guidotti.
Sono gli anni in cui Rifredi è scenario di molteplici scorribande e guerre ad opera delle milizie di Castruccio Castracani, di Azzo Visconti di Milano, dell'inglese John Hawkwood detto l'Acuto, al soldo dei "cugini" pisani.
All'epoca l'agglomerato di case e ville dava ospitalità ad una popolazione già piuttosto numerosa, destinata ad aumentare nei secoli a venire. L'espansione fu notevole, come si nota osservando le zone appartenenti al contado di Rifredi in periodi diversi. Nel XIV secolo ne facevano parte: S. Silvestro a Ruffignano, S. Maria a Peretola, S. Maria a Novoli, S. Michele a Castello, S. Lorenzo a Serpiolle, S. Piero a Careggi e S. Maria a Quarto . Nel 1630, oltre a quelli menzionati, risultano ricadere sotto la giurisdizione del Pievano di S. Stefano in Pane anche i popoli di S.Cristofano a Novoli, S. Donato in Polverosa, S.Jacopo in Polverosa, S. Martino a Montughi.
Distinguere storicamente la Pieve di S. Stefano in Pane, il Ponte di Rifredi e il torrente Terzolle è difficile: ogni locazione apparentemente a sé stante è in realtà parte dell'altra e da essa pressoché inscindibile.
Tra il 1919 ed il 1930 operò a Rifredi, in via delle Panche, un impianto di produzione cinematografica, realizzato dal conte Giovanni Montalbano, fondatore della "Montalbano Film". L'intento era quello di costituire un polo produttivo alternativo a quelli già operanti a Torino e Roma e, a tale fine, negli studi cinematografici vennero ricostruiti ambienti della Firenze medievale, che servirono, tra l'altro, per la realizzazione del film Dante nella vita e nei tempi suoi e, in seguito di altri due prodotti dalla "I.C.S.A." ed uno dalla "S.A.C.R.A.S.", prima del loro smantellamento nel 1930.

## Rifredi nel ventunesimo secolo
La realtà odierna di Rifredi è la risultante delle trasformazioni urbanistiche che, a partire dalla seconda metà dell'Ottocento, hanno modificato l'assetto della zona fino ad allora eminentemente rurale. La realizzazione della ferrovia Firenze - Pistoia (1860), del raccordo di questa con la linea per Pisa, e la costruzione della Stazione di Rifredi (1889), incisero profondamente sulla struttura del territorio, determinando la rottura della continuità esistente tra gli insediamenti collinari e i territori della "piana". Si modificò così il ruolo e l'importanza della viabilità esistente determinando l'installazione di attività industriali a lato della ferrovia e, maggiormente, delle strade convergenti nel nodo costituito dal Ponte di Rifredi. I macelli, le Officine Galileo, la Manetti e Roberts, l'Istituto Chimico Farmaceutico Militare ecc., sono solo alcuni nomi di realtà produttive che hanno fatto parte della vita di Rifredi.

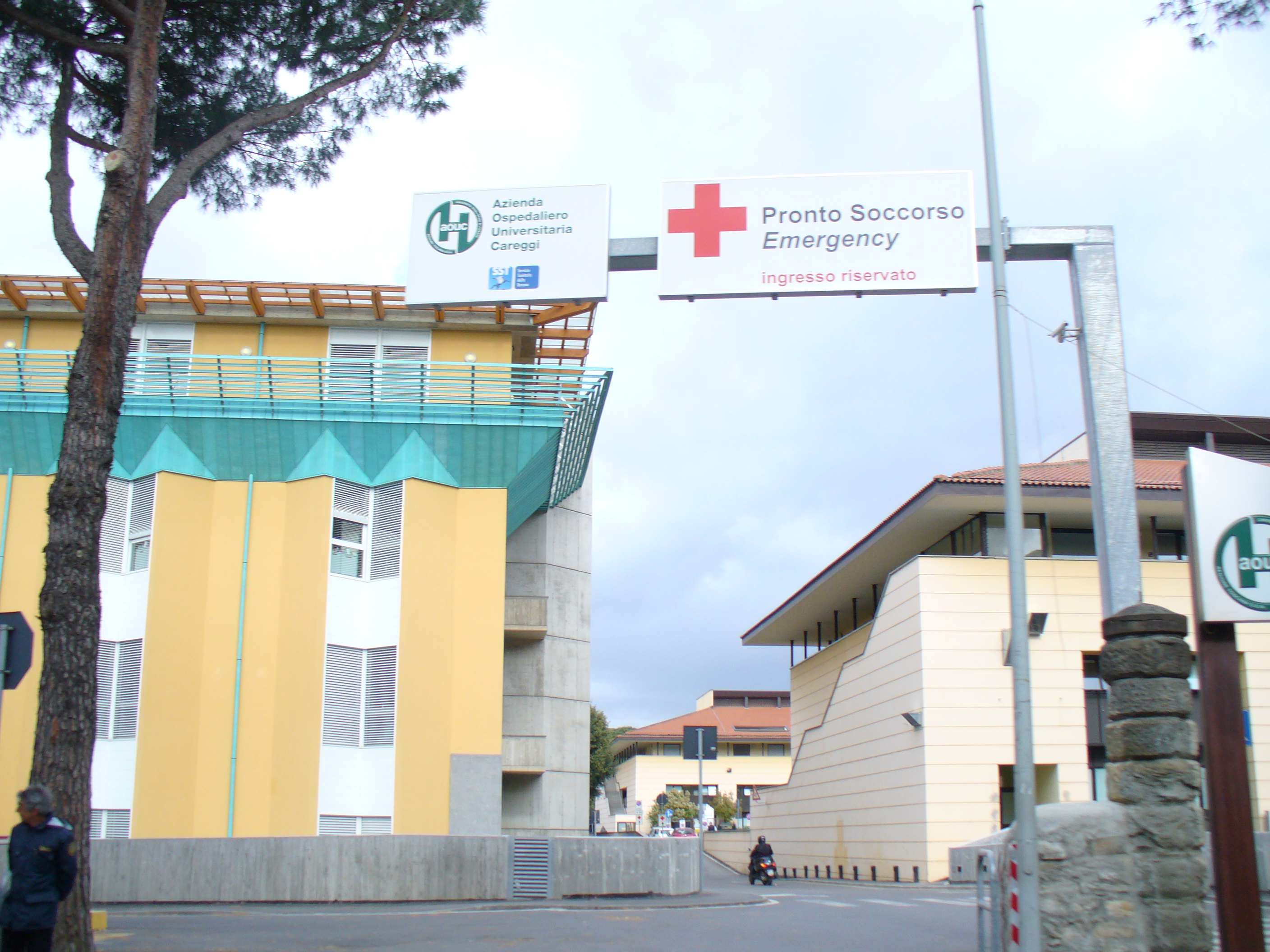
Policlinico di Careggi

A partire dalla seconda metà del Novecento ha inizio un radicale processo di sostituzione delle attività produttive da parte di insediamenti residenziali, comprendenti interventi di edilizia popolare e complessi multipiano condominiali, che hanno realizzato l'odierna configurazione di periferia urbana. Per queste trasformazioni anche la popolazione registra un progressivo incremento: dalle 2230 anime esistenti nel Piviere di S. Stefano in Pane nel 1842, si passa, nella zona di Rifredi a più di 8 000 abitanti nel 1911, a 14 000 nel 1936, a 22 000 nel 1951 e quasi 40 000 nel 1961. 
Rifredi appare un rione unito e completo, dotato di una sua stazione ferroviaria (la sola a Firenze, oltre a S. Maria Novella e Campo di Marte, a gestire treni nazionali e non solo locali), di una sua Misericordia, di un suo teatro, di una sua associazione sportiva (Rifredi 2000), dell'Azienda Ospedaliero-Universitaria Careggi (il più importante di Firenze). Delimitata a nord da Careggi e dal Sodo, a est dal Romito e dal Poggetto, a ovest dalla ferrovia e a sud dal Ponte di Mezzo, Rifredi è una zona fondamentale per Firenze: oltre al già citato ospedale, con annesso il CTO, sono presenti molte sedi universitarie dell'ateneo fiorentino, comprendenti le facoltà di Ingegneria, Biologia, Matematica e Medicina. Le strade principali di Rifredi sono Via Reginaldo Giuliani, Via di Santo Stefano in Pane, Via delle Panche,Via Ragazzi del '99, Viale Giovanni Battista Morgagni, Via Mariti, Via Taddeo Alderotti. Snodo fondamentale è Piazza Dalmazia, definita "centro commerciale naturale" per la grande quantità di botteghe che vi si affacciano, ultima resistenza all'invasione di grandi catene e multinazionali che stanno distruggendo l'identità storica del commercio di Firenze e del centro storico in particolare (si pensi a via Tornabuoni, privata di negozi storici come Pineider, Giacosa, la Profumeria Inglese, la libreria Seeber e la Galleria Tornabuoni).
Rifredi è un rione molto vivo, spesso teatro di feste popolari che vedono protagonista lo "stretto", l'ultimo segmento di via Reginaldo Giuliani che termina proprio al Ponte di Rifredi, dove la storia di questo rione è nata.

## Infrastrutture e trasporti

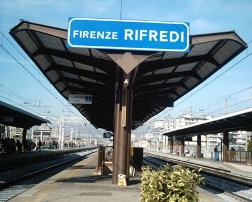
Stazione di Firenze Rifredi

La stazione ferroviaria di Rifredi, posta alla confluenza delle linee Pisa-Firenze e Pistoia-Firenze, rappresenta un importante nodo per il servizio ferroviario regionale svolto da Trenitalia nell'ambito del contratto di servizio stipulato con la Regione Toscana.
Nell'ambito della convenzione stipulata nel 1906 fra il Comune di Firenze e la società Les Tramways Florentins fu realizzata una linea tranviaria che da piazza del Duomo passava per Romito giungendo fino a Rifredi. Pochi anni dopo la zona, per la quale nel 1919 fu redatto un piano particolareggiato, era servita da quattro linee della rete tranviaria di Firenze, la quale fu completamente smantellata entro il 1958: la 18 extraurbana per Sesto Fiorentino (Via de' Pecori-Sesto), la 23 (Piazza Gavinana-Via dello Steccuto), la 28 (Via de' Pecori-Via dello Steccuto) e la 30 nero (Via de' Pecori-Careggi), tutte passanti per la via del Romito. Era inoltre in opera, dai primi anni del novecento fino al 25 novembre 1927, la linea 2 nero (Piazza Signoria-Passaggio a livello via Vittorio Emanuele), sostituita fino al 1938 dalla linea 4 nero Via Vittorio Emanuele-Via Dante da Castiglione. Presso i Macelli Pubblici faceva capolinea la linea 8 da via del Pratellino al passaggio a livello di Rifredi. Fino al 1958 vi giungeva dal Salviatino, inoltre, la linea filoviaria 21 facente parte della Rete filoviaria di Firenze.

## Codici di avviamento postale
- Novoli - San Donato, Terzolle, Lippi, Ponte di Mezzo, Tre Pietre, Gondilagi = 50127
- Statuto = 50129
- Romito = 50134
- Pellegrino, Terzollina, Montughi, Il Poggetto, Careggi = 50139
- Rifredi, Le Panche, Serpiolle, Castello, Quarto, Il Sodo = 50141
- Peretola, Quaracchi, Brozzi, La Sala = 50145